# Veli-Matti Puumala
Veli-Matti Puumala (Kaustinen, 18 luglio 1965) è un compositore finlandese.
Scrive musica classica contemporanea ed è attualmente (dal 2005) professore di composizione all'Accademia Sibelius.

## Biografia
Dopo aver frequentato la scuola musicale locale di Kaustinen, ha ricevuto la formazione musicale presso l'Accademia Sibelius di Helsinki sotto Paavo Heininen (1984-1993). Contemporaneamente (1989-1990) ha studiato con Franco Donatoni presso l'Accademia Musicale Chigiana di Siena. Altri suoi insegnanti musicali sono stati diversi compositori come Klaus Huber, Gerard Grisey e Magnus Lindberg.
Le sue opere, come Chainsprings, sono per lo più eseguite in festival dedicati alla musica classica moderna come l'ISCM. Nei Paesi Bassi il suo lavoro Soira, per fisarmonica e sette musicisti, è stato eseguito durante la Settimana Musicale di Gaudeamus del 1996. Quest'opera è stata scritta per il ventesimo anniversario della scuola musicale di Kaustinen. Ha scritto musica per piccoli ensemble, ma anche per grandi orchestre sinfoniche. Nel 2008 è stata eseguita la sua prima opera Anna Liisa. Con il concerto per pianoforte intitolato Seeds of time ha vinto il Premio Nordic Erik Bergman "in riconoscimento del suo eccellente e versatile lavoro che continua la tradizione etica e spirituale del Modernismo". La sua musica è apparsa su etichette discografiche tipicamente finlandesi come Ondine e Alba Records Oy.

## Opere selezionate
- Scroscio (1989) per ensemble da camera
- Verso (1990–91) per ensemble da camera
- Ghirlande (1992) per ensemble da camera
- Line to Clash (1991–93) per orchestra
- Tuttavia (1992–93) per orchestra da camera
- Quartetto per archi (1994)
- Chant Chains (1994–95) per orchestra da camera
- Chains of Camenæ (1995–96) per orchestra
- Soira (1996) per fisarmonica e orchestra da camera
- Chainsprings (1995–97) per orchestra
- Taon (1998-2000) per contrabbasso e orchestra da camera
- Seeds of Time (2004) per pianoforte e orchestra
- Mure (2008) per ensemble da camera
- Anna Liisa (2001–08), opera in tre atti, libretto del compositore e Tiina Käkelä-Puumala basato su un'opera teatrale di Minna Canth.
- Rope (2010–12) per orchestra
- Tear (2012–23) per orchestra da camera
- Rime (2012–13) per orchestra d'archi